# Liste der Grade-I-Bauwerke in Hampshire
| Lage von Hampshire in England |
| Gliederung von Berkshire |
| 1. Gosport 2. Fareham 3. Winchester 4. Havant 5. East Hampshire 6. Hart 7. Rushmoor 8. Basingstoke and Deane 9. Test Valley 10. Eastleigh 11. New Forest 12. Southampton (Unitary Authority) 13. Portsmouth (Unitary Authority) |

Diese Liste der Grade-I-Bauwerke in Hampshire nennt die Grade-I-Listed Buildings in Hampshire nach Bezirken geordnet.
Von den rund 373.000 Listed Buildings in England sind rund 9000, also etwa 2,4 %, als Grade I eingestuft. Davon befinden sich etwa 215 in Hampshire.

## Basingstoke and Deane
1. Barn Approximately 40 Metres South West of Manor Farmhouse, Burghclere, Basingstoke and Deane, RG20
2. Berrydown Court House, Overton, Basingstoke and Deane, RG25
3. Church of All Saints, Burghclere, Basingstoke and Deane, RG20
4. Church of All Saints, Dummer, Basingstoke and Deane, RG25
5. Church of All Saints, Hannington, Basingstoke and Deane, RG26
6. Church of All Saints, Monk Sherborne, Basingstoke and Deane, RG26
7. Church of St Catherine, Baughurst, Basingstoke and Deane, RG26
8. Church of St James, Ashmansworth, Basingstoke and Deane, RG20
9. Church of St James, Bramley, Basingstoke and Deane, RG26
10. Church of St Mary, Hurstbourne Priors, Basingstoke and Deane, RG28
11. Church of St Mary, Old Basing and Lychpit, Basingstoke and Deane, RG24
12. Church of St Mary, Upton Grey, Basingstoke and Deane, RG25
13. Church of St Mary the Blessed Virgin, Hartley Wespall, Basingstoke and Deane, RG27
14. Church of St Michael, Basingstoke and Deane, RG21
15. Church of St Nicholas, Laverstoke, Basingstoke and Deane, RG28
16. Church of St Peter, St. Mary Bourne, Basingstoke and Deane, SP11
17. Church of St Peter, Tadley, Basingstoke and Deane, RG26
18. Church of St Swithin, Newnham, Basingstoke and Deane, RG27
19. Church of St. Andrew, Sherborne St. John, Basingstoke and Deane, RG24
20. Church of St. Mary, Silchester, Basingstoke and Deane, RG7
21. Church of St. Mary the Virgin, Stratfield Saye, Basingstoke and Deane, RG7
22. Entrance Lodge to Berrydown Court, Overton, Basingstoke and Deane, RG25
23. Highclere Castle, Highclere, Basingstoke and Deane, RG20
24. Jackdaws Castle, Highclere, Basingstoke and Deane, RG20
25. Milford Lake House, Highclere, Basingstoke and Deane, RG20
26. Pamber Priory Priory Church of the Holy Trinity, Our Lady, and St John the Baptist, Monk Sherborne, Basingstoke and Deane, RG26
27. Priory Farmhouse, Mapledurwell and Up Nately, Basingstoke and Deane, RG27
28. Sandham Memorial Chapel, Burghclere, Basingstoke and Deane, RG20
29. Stratfield Saye House, Stratfield Saye, Basingstoke and Deane, RG7
30. The Vyne, Sherborne St. John, Basingstoke and Deane, RG24
31. Tithe Barn, Old Basing and Lychpit, Basingstoke and Deane, RG24
32. Walls to Kitchen Garden, Forecourt, and Roadside Boundary, with Garden Store Buildings, Berrydown Court, Overton, Basingstoke and Deane, RG25

## Fareham
1. Church of St Mary, Fareham, PO16
2. Monastic Barn of Titchfield Abbey at Fern Hill Farm, Fareham, PO15
3. Parish Church of St Peter, Fareham, PO14
4. Portchester Castle, Fareham, PO16

## Gosport
1. ‘A’ Magazine, Museum Buildings, Gosport, PO12
2. ‘B’ Magazine (North and South Stores) and Attached Passage and Boundary Wall, and Main Rolling Way and Attached Foreman’s Office, Shifting Room and Shoe Houses, Museum Buildings, Gosport, PO12
3. Church of St Mary, Gosport, PO13
4. Gunboat Sheds and Workshops, Gosport, PO12

## East Hampshire
1. Bedales Memorial Library, Lupton Hall and Corridor, Steep, East Hampshire, GU32
2. Church of All Saints, East Meon, East Hampshire, GU32
3. Church of St James, Wield, East Hampshire, SO24
4. Church of St Mary, Selborne, East Hampshire, GU34
5. Church of St Mary of the Assumption, Froyle, East Hampshire, GU34
6. Church of St Peter, Petersfield, East Hampshire, GU32
7. Church of the Holy Cross, Binsted, East Hampshire, GU34
8. Church of the Holy Rood, Hawkley, East Hampshire, GU33
9. Jane Austen’s House, Chawton, East Hampshire, GU34
10. Parish Church of St Lawrence, Alton, East Hampshire, GU34
11. Rotherfield Park, East Tisted, East Hampshire, GU34
12. St Huberts Chapel, Rowlands Castle, East Hampshire, PO8
13. Statue of William III, Petersfield, East Hampshire, GU32
14. The Court House, East Meon, East Hampshire, GU32
15. The Wakes (Including Museum Flat and the Flat), Selborne, East Hampshire, GU34
16. West Court Barn, Binsted, East Hampshire, GU34

## Eastleigh
keine Einträge

## Hart
1. Bramshill House, Bramshill, Hart, RG27
2. Church of All Saints, Odiham, Hart, RG29
3. Church of All Saints, Crondall, Hart, GU10
4. Church of St Mary, Eversley, Hart, RG27
5. Church of St Mary, Winchfield, Hart, RG27
6. Dogmersfield Park (House), Dogmersfield, Hart, RG27
7. Garden Walls and Gateways North of Bramshill House, Bramshill, Hart, RG27
8. Gateway to Bramshill House, Bramshill, Hart, RG27
9. High Bridge, Bramshill, Hart, RG27
10. Walls and Turrets South of Bramshill House, Bramshill, Hart, RG27
11. Warbrook House, Eversley, Hart, RG27
12. Mattingley Church, Mattingley, Hart, RG27
13. Odiham Castle, Odiham, Hart, RG29

## Havant
1. Church of St Peter, Havant, PO11
2. Church of St Thomas-A-Becket, Havant, PO9

## New Forest
1. Avon Tyrrell House, Sopley, New Forest, BH23
2. Barn Formerly Chapel 20 Metres East of Manor House, Rockbourne, New Forest, SP6
3. Church of All Saints, Sopley, New Forest, BH23
4. Church of All Saints, Fawley, New Forest, SO45
5. Church of All Saints, Martin, New Forest, SP6
6. Church of All Saints, Milford-on-Sea, New Forest, SO41
7. Church of All Saints, Minstead, New Forest, SO43
8. Church of St Andrew, Rockbourne, New Forest, SP6
9. Church of St George, Damerham, New Forest, SP6
10. Church of St Mary, Ellingham, Harbridge and Ibsley, New Forest, BH24
11. Church of St Mary, Hale, New Forest, SP6
12. Church of St Mary, Breamore, New Forest, SP6
13. Church of St Mary, Fordingbridge, New Forest, SP6
14. Church of St Michael and All Angels, Lyndhurst, New Forest, SO43
15. Church of the Blessed Virgin and Child, Beaulieu, New Forest, SO42
16. Domus and Ruins of Lay Frater, Beaulieu, New Forest, SO42
17. Hale House, Including Quadrant Passages to Pavilions, Hale, New Forest, SP6
18. Hinton Admiral House, Bransgore, New Forest, BH23
19. Large Barn 50 Metres North East of Manor House, Rockbourne, New Forest, SP6
20. Manor Farm and Wall Running North East, Rockbourne, New Forest, SP6
21. Palace House, Beaulieu, New Forest, SO42
22. Remains of Outer Wall Around Cloister and Foundations of Abbey Church, Beaulieu, New Forest, SO42
23. Remains of St Leonard’s Chapel, Beaulieu, New Forest, SO42

## Portsmouth(Unitary Authority)
1. 18 Gun Battery and Flanking Battery, Kings Stairs, Sallyport, Pointbarracks, Portsmouth, PO1
2. Block Mill and Numbers 35 and 36 Stores (Building Number 1/53), Portsmouth, PO1
3. Cathedral Church of St Thomas, Portsmouth, PO1
4. Charles Dickens Birthplace Museum, Portsmouth, PO1
5. Docks 1 to 6 (Consecutive) Quay Walls and Bollards (Including North and South Camber Mast Pond and Tunnel to Same), Portsmouth, PO1
6. Fort Southwick, That Part in Portsmouth Civil Parish, Portsmouth, PO17
7. Landport Gate, Portsmouth, PO1
8. Number 10 Store (Building Number 1/58), Portsmouth, PO1
9. Number 11 Store (Building Number 1/59), Portsmouth, PO1
10. Number 9 Store (Building Number 1/35), Portsmouth, PO1
11. Portsmouth Naval War Memorial, Portsmouth, PO5
12. The Round Tower, Portsmouth, PO1
13. The Square Tower, Portsmouth, PO1

## Rushmoor
1. Abbey Church of St Michael, Rushmoor, GU14
2. Building Q121 at Former Royal Aircraft Establishment Site, Rushmoor, GU14
3. Building R133 at Former Royal Aircraft Establishment, Rushmoor, GU14
4. Main Building to Farnborough Hill Convent, Rushmoor, GU14

## Southampton(Unitary Authority)
1. Bar Gate and Guildhall, Southampton, SO14
2. Canute’s Palace, Southampton, SO14
3. Church of St Julian, Southampton, SO14
4. Church of St Mary, Southampton, SO18
5. Church of St Michael, Southampton, SO14
6. God’s House Gate, Southampton, SO14
7. King John’s Palace (Situated to West of Tudor House Museum), Southampton, SO14
8. Medieval Merchant’s House, Southampton, SO14
9. Section of Wall Running North from God’s House Along Back of the Walls to Round Tower Adjacent to No 15, Southampton, SO14
10. Section of wall running west from Bargate to Arundel Tower and then south to point just south of Castle Water Gate. It includes Arundel Tower, Catchcold Tower, Garderobe Tower, The 40 Steps, Castle Wa…, Southampton, SO14
11. Section of Wall Running West from Polymond Tower to Remains of Semi-Circular Tower to East of Bargate and Small Part South of Polymond Tower, Southampton, SO14
12. Sections of Wall Running South Along Esplanade from South-West Corner of Simnel Street to University, Southampton, SO14
13. Southampton Cenotaph, Southampton, SO14
14. The Wool House, Southampton, SO14
15. Tudor House Museum, Southampton, SO14

## Test Valley
1. Abbey Church of St Mary and St Ethelflaeda, Romsey, Test Valley, SO51
2. Barn 40 Metres East of Berry Court Farmhouse, Nether Wallop, Test Valley, SO20
3. Broadlands House, Romsey Extra, Test Valley, SO51
4. Church of St Andrew, Mottisfont, Test Valley, SO51
5. Church of St Andrew, Nether Wallop, Test Valley, SO20
6. Church of St Leonard, Grateley, Test Valley, SP11
7. Church of St Margaret, Wellow, Test Valley, SO51
8. Church of St Mary the Less, Chilbolton, Test Valley, SO20
9. Church of St Mary the Virgin, Abbotts Ann, Test Valley, SP11
10. Church of St Michael and All Angels, Enham Alamein, Test Valley, SP10
11. Church of St Nicholas, Longparish, Test Valley, SP11
12. Church of St Peter, Goodworth Clatford, Test Valley, SP11
13. Church of St Peter, Hurstbourne Tarrant, Test Valley, SP11
14. Church of St Peter and St Paul, Kimpton, Test Valley, SP11
15. Church of St Peter and St Paul, Thruxton, Test Valley, SP11
16. Grove Place House northcliffe School, Nursling and Rownhams, Test Valley, SO16
17. King John’s House, Romsey, Test Valley, SO51
18. Marshcourt School, Kings Somborne, Test Valley, SO20
19. Middle Bridge, Romsey Extra, Test Valley, SO51
20. Mottisfont Abbey House, Mottisfont, Test Valley, SO51
21. Stable Block (30 Yards South of Wherwell Priory), Wherwell, Test Valley, SP11

## Winchester
1. 1, the Close, Winchester, SO23
2. 10, the Close, Winchester, SO23
3. 11, the Close, Winchester, SO23
4. 4, St Peter Street, Winchester, SO23
5. 9, the Close, Winchester, SO23
6. Avebury House, Winchester, SO23
7. Avington House, Itchen Valley, Winchester, SO21
8. Cart Shed to West of Hyde Abbey Gateway and Adjoining It, Winchester, SO23
9. Cathedral Church of the Holy Trinity, Winchester, SO23
10. Chamber Court with Middle Gate st Mary’s College, Winchester, SO23
11. Cheyney Court, Winchester, SO23
12. Church of All Saints, Bighton, Winchester, SO24
13. Church of Our Lady, Warnford, Winchester, SO32
14. Church of St Andrew, Chilcomb, Winchester, SO21
15. Church of St Andrew, Tichborne, Winchester, SO24
16. Church of St James Without the Priory Gate, Southwick and Widley, Winchester, PO17
17. Church of St John, Hursley, Winchester, SO51
18. Church of St John the Baptist, Winchester, SO23
19. Church of St Mary, Itchen Valley, Winchester, SO21
20. Church of St Mary, Itchen Valley, Winchester, SO21
21. Church of St Mary and All Saints, Droxford, Winchester, SO32
22. Church of St Michael, Cheriton, Winchester, SO24
23. Church of St Michael, Wonston, Winchester, SO21
24. Church of St Nicholas, Bishops Sutton, Winchester, SO24
25. Church of St Nicholas, Boarhunt, Winchester, PO17
26. Church of St Peter, Soberton, Winchester, SO32
27. Church of St Peter and St Paul, Hambledon, Winchester, PO7
28. Church of St Swithin, Headbourne Worthy, Winchester, SO23
29. City Bridge, Winchester, SO23
30. Cloisters st Mary’s College, Winchester, SO23
31. Close Boundary Walls and Gates priors Gate, Winchester, SO23
32. College Hall st Mary’s College, Winchester, SO23
33. Corhampton Church, Corhampton and Meonstoke, Winchester, SO32
34. Cranbury House, Hursley, Winchester, SO21
35. Dome Alley, Winchester, SO23
36. Fort Nelson, Boarhunt, Winchester, PO17
37. Fort Southwick, Southwick and Widley, Winchester, PO17
38. Fromond’s Chantry st Marys College, Winchester, SO23
39. Garden Wall to the South of Minster House on the East and South Sides of the Garden, Winchester, SO23
40. Godsfield Chapel Adjacent to Godsfield Farmhouse, Old Alresford, Winchester, SO24
41. Great Hall winchester Castle, Winchester, SO23
42. Hospital of St Cross and Almshouses of Noble Poverty, Winchester, SO23
43. Hyde Abbey Gateway, Winchester, SO23
44. Kingsgate the Church of St Swithun Upon Kingsgate, Winchester, SO23
45. Marwell Hall, Owslebury, Winchester, SO21
46. Minster House, Winchester, SO23
47. New Place shirrell Heath, Shedfield, Winchester, SO32
48. Outer Court with Outer Gate st Mary’s College, Winchester, SO23
49. Part of the City, Palace and Castle Wall Running East from Priory Gate to Angle Near to Hall Above Magdalen Hospital, Winchester, SO23
50. Pilgrims’ Hall, Winchester, SO23
51. Pilgrims’ School, Winchester, SO23
52. Porter’s Lodge, Winchester, SO23
53. School, winchester College, Winchester, SO23
54. Sick House st Mary’s College, Winchester, SO23
55. St John’s House, Warnford, Winchester, SO32
56. St John’s Rooms and Chapel, Winchester, SO23
57. St Leonard’s Barn, Beaulieu, New Forest, SO42
58. St Mary’s College warden’s Lodgings, Winchester, SO23
59. St Mary’s College Chapel, Winchester, SO23
60. The Carnery, Winchester, SO23
61. The Deanery, Incorporating Prior’s Hall, Winchester, SO23
62. The Grange, Northington, Winchester, SO24
63. The Judge’s Lodging, Winchester, SO23
64. The Old Stables, Winchester, SO23
65. The War Cloister, Winchester College, Winchester, SO23
66. The Westgate, Winchester, SO23
67. Wolvesey Castle, Winchester, SO23
68. Wolvesey Palace, Winchester, SO23